# Cymatoplex halcyone
Cymatoplex halcyone är en fjärilsart som beskrevs av Edward Meyrick 1889. Cymatoplex halcyone ingår i släktet Cymatoplex och familjen mätare. Inga underarter finns listade i Catalogue of Life.